# G. Frederick Reinhardt
George Frederick Reinhardt (1911–1971) là viên chức đối ngoại và nhà ngoại giao người Mỹ từ năm 1937 cho đến năm 1968. Ông được đồng nghiệp coi là một trong những nhà ngoại giao giỏi nhất trong thời đại của mình. Reinhardt là Đại sứ Hoa Kỳ tại Việt Nam Cộng hòa (1955–1957), Cộng hòa Ả Rập Thống nhất và Bắc Yemen (1960–1961) và tại nước Ý (1961–1968). Thời kỳ làm đại sứ ở Nam Việt Nam, ông đã góp phần cải thiện mối quan hệ giữa Hoa Kỳ và Thủ tướng Việt Nam Cộng hòa Ngô Đình Diệm.

## Thân thế và học vấn
Reinhardt chào đời tại Berkeley, California vào ngày 21 tháng 10 năm 1911, là con cả trong gia đình có hai cậu con trai là Tiến sĩ George F. Reinhardt Sr. và Aurelia Henry Reinhardt (sau này trở thành chủ tịch Trường Đại học Mills). Cha của Reinhardt tên George, là một bác sĩ nổi tiếng, từng giữ vị trí trong Hội đồng Y tế California (ban đầu là Hội đồng Giám định Hiệp hội Y khoa California), làm phó chủ tịch của tổ chức này vào năm 1908 và lên chức chủ tịch vào năm 1909. Tiến sĩ George Reinhardt cũng là Bác sĩ Đại học và Giáo sư Vệ sinh đầu tiên tại Đại học California, Berkeley, là nơi mà ông góp phần lập ra chương trình sức khỏe sinh viên và bệnh viện trả trước toàn diện đầu tiên của đất nước vào năm 1906. Cha của Reinhardt qua đời ở Berkeley vào ngày 7 tháng 6 năm 1914 khi ông chưa tròn ba tuổi.
Reinhardt trúng tuyển Đại học California, Berkeley, tốt nghiệp năm 1933 với tấm bằng Cử nhân Văn học chuyên ngành văn chương kinh điển và ngôn ngữ hiện đại. Hiệp hội Cựu sinh viên California đã trao giải thưởng Cựu sinh viên của Năm dành cho ông vào năm 1962. Ông thi đậu lấy bằng thạc sĩ tại Đại học Cornell vào năm 1935 chuyên về lịch sử châu Âu và luật quốc tế, các luận án của ông có tựa đề "Mối quan tâm của Đức đối với chiến tranh Nga-Nhật" và "Kiểm soát quốc tế các dòng sông vì mục đích phi định hướng." Reinhardt cũng lấy được bằng khen tại Viện Cesare Alfieri, Firenze, Ý vào năm 1937. Reinhardt còn nhận bằng tiến sĩ danh dự từ các trường Đại học California, Gonzaga và Mills.

## Sự nghiệp đối ngoại
Reinhardt khởi đầu sự nghiệp đối ngoại của mình khi vào làm việc trong Ủy ban Ranh giới Quốc tế Hoa Kỳ và Mexico. Năm 1937, Reinhardt bắt đầu đi công tác nước ngoài trên cương vị là phó lãnh sự tại Viên, Áo. Chính tại đây ông đã tận mắt chứng kiến sự kiện Đức sáp nhập Áo xảy ra vào tháng 3 năm 1938. Cuối năm đó, ông được gọi về nước và bắt đầu vào học khóa đào tạo tiếng Nga tại Đại học Harvard. Tháng 10 năm 1939, ông được bổ nhiệm làm bí thư thứ ba đại sứ quán và phó lãnh sự quán Mỹ tại Tallinn, Estonia. Đến tháng 6 năm 1940, Reinhardt lần đầu tiên được bổ nhiệm vào làm việc tại đại sứ quán Moskva. Trong sứ mệnh ngoại giao đầu tiên của mình ở Moskva, Reinhardt đã hỗ trợ việc di dời và thanh lý tài sản của Mỹ ở vùng Baltic sau khi Liên Xô sáp nhập các nước này. Ông còn cung cấp dịch vụ lãnh sự cho công dân Mỹ và làm thông dịch viên tiếng Nga. Reinhardt từng là thông dịch viên trong các cuộc gặp mặt giữa Joseph Stalin và đại diện cá nhân của Tổng thống Roosevelt là Harry Hopkins. Ông chỉ được coi là thông dịch viên thứ hai, xếp sau Charles E. Bohlen, đảm nhận công tác phiên dịch cho Roosevelt tại Hội nghị Tehran. Tháng 10 năm 1941, khi Moskva bị quân đội Đức Quốc xã đe dọa do hậu quả của Chiến dịch Barbarossa, Reinhardt vẫn còn ở lại thành phố dưới quyền chỉ đạo của Llewellyn Thompson (viên Bí thư thứ hai sau này ở Đại sứ quán Hoa Kỳ tại Liên Xô), trong khi Đại sứ Laurence A. Steinhardt và các nhân viên ngoại giao cùng nhóm phóng viên tin tức khác đều được người Nga sơ tán đến Kuibyshev.
Năm 1943, Reinhardt chuyển sang cư trú tại Algiers, phục vụ trong Bộ Tham mưu của Robert Murphy. Ông từng là đại diện phía Mỹ trong Ủy ban Kiểm soát Đồng Minh tại Ý lúc Bob Murphy trở về nước Mỹ suốt thời gian nghỉ phép. Giới chức Đồng Minh đánh giá cao chuyên môn của ông ở Địa Trung Hải do khả năng thông thạo tiếng Ý và có kinh nghiệm về các vấn đề Liên Xô. Đối phó với Liên Xô liên quan đến mối bận tâm về khu vực Balkan là một lý do chính cho sự tham gia sứ mệnh này của Reinhardt. 
Đến ngày 19 tháng 11 năm 1951, Trường Đại học Quốc phòng NATO mở cửa cho Khóa 1 tại Paris, Reinhardt là giảng viên cao cấp dân sự duy nhất được chỉ định tham gia giảng dạy khóa học này.
Suốt mùa xuân năm 1953, Tổng thống Eisenhower đã đề nghị Reinhardt với tư cách là chuyên gia Nga tham gia vào chương trình tuyệt mật gọi là Dự án Solarium với mục đích xem xét những ưu điểm và nhược điểm của một loạt các chiến lược quân sự và chính trị nhằm tìm cách "lật ngược" các khu vực hiện tại đang chịu ảnh hưởng của Liên Xô và khôi phục uy tín của phương Tây. Reinhardt tham gia với tư cách là thành viên của "Biệt đội C" nhằm nêu kiến nghị của họ lên Eisenhower, John F. Dulles và các thành viên nội các khác vào ngày 16 tháng 7 năm 1953. Những phát hiện của Dự án Solarium làm nảy sinh NSC 162/2, một chỉ thị chiến lược quốc gia thường được đánh giá là giúp định hướng chiến lược của Hoa Kỳ kể từ lúc được công bố cho đến khi Chiến tranh Lạnh kết thúc.
Trong suốt quá trình làm việc tại Bộ Ngoại giao, Reinhardt đã giữ những chức vụ sau đây:
- Phó Lãnh sự Hoa Kỳ, Viên, Áo (1937–38)
- Bí thư thứ ba-Phó Lãnh sự Hoa Kỳ, Tallinn, Estonia (1939–40)
- Bí thư thứ ba-Phó Lãnh sự Hoa Kỳ, Moskva, Liên Xô (1940–42)
- Cố vấn Chính trị, Ủy ban Kiểm soát quân Đồng minh tại Ý (1943–44)
- Nhân viên Ngoại vụ, Tham mưu cho Tư lệnh Đồng minh Tối cao (1944–45)
- Nhân viên Cố vấn Chính trị Hoa Kỳ về Sự vụ nước Đức, AEF (1945)
- Lãnh sự Hoa Kỳ, Moskva, Liên Xô (1945–48)
- Giám đốc, Ban Sự vụ Đông Âu (1948–51)
- Phó ban phụ trách Sự vụ Dân sự, Trường Đại học Quốc phòng NATO, Paris, Pháp (1951–55)
- Đại sứ Hoa Kỳ tại Việt Nam Cộng hòa (1955–57)
- Cố vấn Bộ Ngoại giao Hoa Kỳ (1957–60)
- Đại sứ Hoa Kỳ tại Yemen (1960–61)
- Đại sứ Hoa Kỳ tại Ai Cập (Cộng hòa Ả Rập Thống nhất, 1960–61)
- Đại sứ Hoa Kỳ tại Ý (1961–68)

Tháng 12 năm 1968, Reinhardt đệ đơn từ chức lên Bộ Ngoại giao ngay sau chuyến thăm Roma của Tổng thống Johnson.

## Ra làm tư nhân
Sau khi rời khỏi Bộ Ngoại giao, Reinhardt được mời sang Viện Nghiên cứu Stanford đảm nhận công việc điều hành văn phòng của viện tại Zurich, Thụy Sĩ. Viện Nghiên cứu Stanford, hoạt động ngày nay với tên gọi SRI International, là một trung tâm nghiên cứu phi lợi nhuận với các văn phòng trên khắp thế giới. Tổ chức này chuyên phục vụ khách hàng trong khu vực tư nhân và nhà nước nhằm phát triển việc triển khai các dự án R&D khác nhau ngoài đời thực. Reinhardt vẫn giữ chức vụ này cho đến khi qua đời vào năm 1971.

## Đời tư
Ngày 10 tháng 9 năm 1949, Reinhardt kết hôn với Lillian Larke "Solie" Tootle ở Bethany, Tây Virginia trong một buổi lễ tổ chức ở Weston, Connecticut. Hai người gặp nhau lần đầu tiên ở Viên trước Thế chiến thứ hai rồi về sau làm quen lại tại Paris khi Solie đang làm việc cho Kế hoạch Marshall. Họ có với nhau bốn người con: George Frederick ("Fred"), Anna Aurelia ("Aura"), Charles Henry ("Harry") và Catherine Jane ("Cathy").
Reinhardt từng hoạt động trong nhiều đoàn thể và là người lãnh đạo nhiều tổ chức bao gồm Hiệp hội Telluride (thành viên) và Hiệp hội Ngoại vụ Hoa Kỳ (Chủ tịch). Ông còn là thành viên của Hội Luật lệ Quốc tế Hoa Kỳ, Học viện Khoa học Chính trị, Học viện Khoa học Chính trị và Xã hội Hoa Kỳ, Hiệp hội vì sự Tiến bộ Nghiên cứu Slav Hoa Kỳ, Hội đồng Quan hệ Đối ngoại và Viện Hải quân Hoa Kỳ.
Reinhardt qua đời vì một cơn đau tim vào ngày 22 tháng 2 năm 1971, tại Birmensdorf, Thụy Sĩ. Ông được chôn cất tại Nghĩa trang Tin Lành ở Roma (Il Cimitero Acattolico di Roma), vốn là nơi mà ông từng đảm nhiệm cương vị quản trị viên từ năm 1961 đến năm 1968, nhờ chức vụ Đại sứ Hoa Kỳ. Sau khi Solie qua đời, người nhà bèn đem tro cốt góa phụ của Reinhardt chôn bên cạnh mộ ông vào năm 2009.